# Aragonite
L'aragonite (simbolo IMA: Arg) è un minerale comune della classe dei minerali "carbonati e nitrati". La sua composizione chimica è CaCO3, quindi chimicamente è un carbonato di calcio.
L'aragonite è il minerale omonimo di un gruppo di minerali di struttura e/o composizione simile, il gruppo dell'aragonite.

## Etimologia e storia

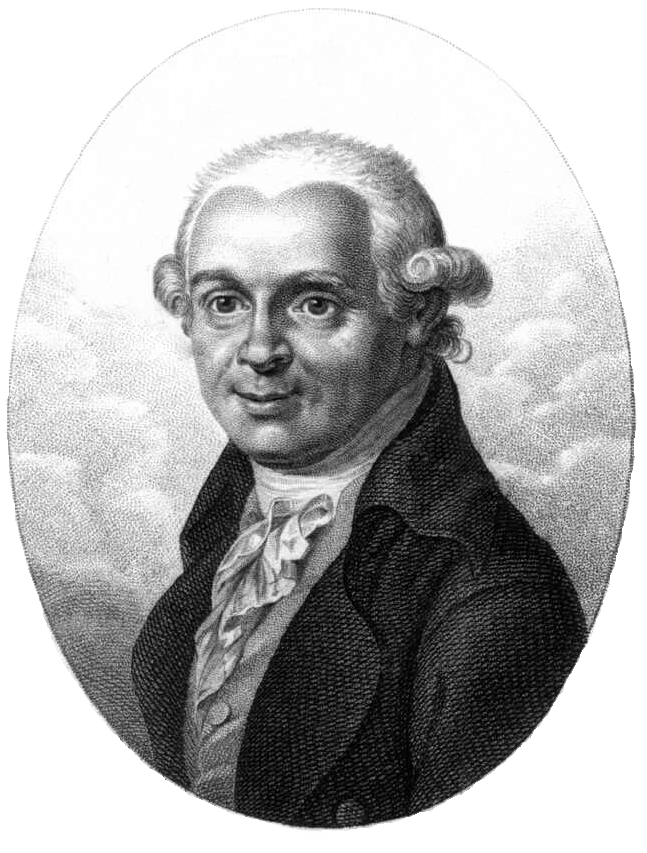
Ritratto di Werner

Il minerale fu descritto da Abraham Gottlob Werner nel 1796 e da lui chiamato così in onore del suo sito di scoperta nella provincia di Aragona, nel nord-est della Spagna.
In realtà il primo campione classificato proveniva precisamente da Molina de Aragón, nell'attuale provincia di Guadalajara. Nel 1971 venne scritto un articolo riassuntivo su American Mineralogist, (volume 56, pp. 758) relativo a questo minerale.

## Classificazione
Nell'ormai obsoleta 8ª edizione della sistematica minerale secondo Strunz, l'aragonite apparteneva alla classe minerale comune di "carbonati, nitrati e borati" e quindi alla sottoclasse dei "carbonati anidri senza anioni estranei", dove ha dato il nome alla "serie dell'aragonite" con il sistema nº Vb/A.04 che forma insieme ad alstonite, cerussite, strontianite, witherite e baritocalcite.
Nella Sistematica dei lapis (Lapis-Systematik) di Stefan Weiß, che si basa ancora su questa vecchia edizione di Strunz per considerazione verso i collezionisti privati e le collezioni istituzionali, al minerale è stato assegnato al sistema e al minerale nº V/B.04-10. In questa Sistematica ciò corrisponde anche alla classe dei "carbonati anidri [CO3]2− senza anioni estranei", dove l'aragonite forma il "gruppo dell'aragonite" insieme ad alstonite, baritocalcite, cerussite, olekminskite, paralstonite, strontianite e witherite.
La 9ª edizione della sistematica minerale di Strunz, in vigore dal 2001 e aggiornata dall'Associazione Mineralogica Internazionale (IMA) fino al 2024, classifica l'aragonite nella classe "5. Carbonati (nitrati)" di nuova definizione (i borati formano qui una classe separata), ma anche nella sottoclasse "5.A Carbonati senza anioni aggiuntivi, senza H2O". Questa è ulteriormente suddivisa in base all'affiliazione dei cationi a determinate famiglie di elementi, in modo che il minerale possa essere trovato nella suddivisione "5.AB Carbonati di metalli alcalino terrosi (e altri M2+)" in base alla sua composizione, dove insieme a cerussite, strontianite e witherite forma il "gruppo dell'aragonite" con il sistema nº 5.AB.15.
La classificazione dei minerali secondo Dana, che è comune nel mondo anglofono, classifica l'aragonite, come il sistema obsoleto di Strunz, nella classe comune di "carbonati, nitrati e borati" e lì nella sottoclasse dei "carbonati anidri". Qui si trova anche insieme a cerussite, strontianite e witherite nel "gruppo delle aragoniti (ortorombico: Pmcn)" con il sistema nº 14.01.03 all'interno della sottosezione "Carbonati anidri con formula semplice A+CO3".

## Abito cristallino
L'aragonite cristallizza nel sistema ortorombico nel gruppo spaziale Pmcn (gruppo nº 62, posizione 5) con i parametri del reticolo a = 4,96 Å, b = 7,97 Å e c = 5,74 Å oltre a quattro unità di formula per cella unitaria.
L'habitus dei cristalli è generalmente prismatico: frequenti i geminati pseudoesagonali di tre individui.

## Proprietà
L'aragonite pura è incolore o bianca. Può anche essere di colore da grigio a brunastro, giallastro, rossastro, verdastro, bluastro o viola a causa di miscele o impurità estranee. Il minerale ha una densità di 2,95 g/cm³ e una durezza Mohs da 3,5 a 4,5. A eccezione di una varietà di aragonite, tutte sono opache.
L'aragonite mostra fotoluminescenza e i minerali si comportano in modo diverso a seconda di dove si trovano. Ad Agrigento si trovano aragoniti che si illuminano di rosa alla luce ultravioletta e poi emettono fluorescenza di colore verde.

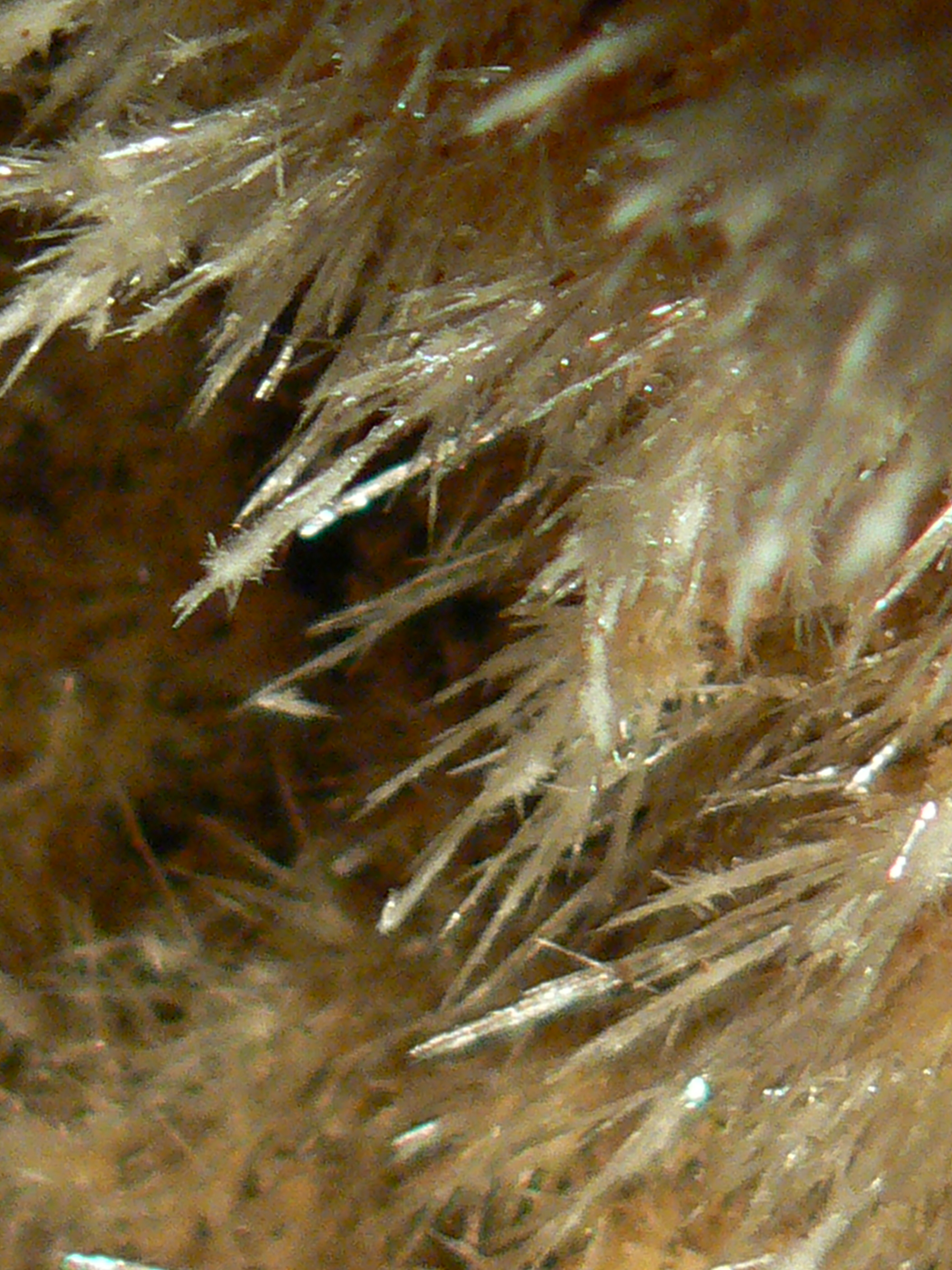
Cristalli di aragonite nella Grotta di Clamouse
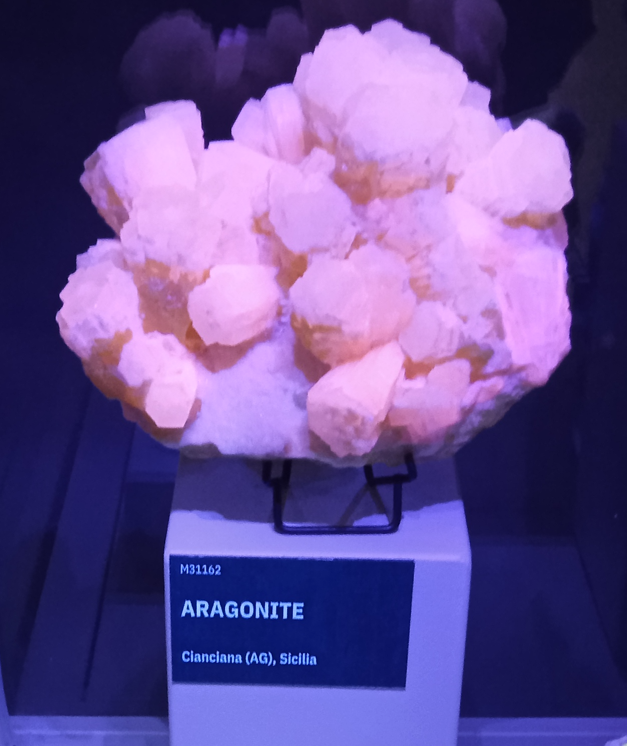
Aragonite proveniente dalla provincia di Agrigento che mostra la sua fluorescenza rosa sotto la luce ultravioletta - Museo civico di storia naturale di Milano

Le aragoniti di Tsumeb brillano di colore giallo chiaro tendente al verdastro.
L'aragonite si dissolve facilmente negli acidi e rilascia anidride carbonica. Anche gli acidi deboli come l'acido borico, l'acido acetico o l'acido citrico danneggiano il cristallo. L'aragonite è più solubile in acqua satura di anidride carbonica rispetto alla calcite e può quindi portare a una sottosaturazione dell'aragonite negli oceani.

## Caratteristiche chimico-fisiche
- Indici di rifrazione[6]:
  - α: 1,530
  - β: 1,681
  - γ: 1,685
- Fluorescenza: rosso e bianco[6]
- Fosforescenza giallo (ai raggi ultravioletti)[6]
- Il minerale è facilmente solubile in acidi diluiti[6][12]
- Pleocroismo: no[3]
- Fotoelettricità: 5,06 barn/cc[3]
- Indice di elettroni: 2,93 gm/cc[3]
- Indice di fermioni: 0,0020908312[3]
- indice di bosoni: 0,9979091688[3]
- La polvere se scaldata diventa violetta.[12]

## Forma in cui si presenta in natura
L'aragonite di origine inorganica generalmente si presenta in cristalli sottili e allungati, riuniti in ciuffi soprattutto all'interno di fratture, microfratture, porosità, diaclasi e cavità di rocce gessose (gesso, CaSO4+2H2O) o calcaree. L'aragonite può essere incolore o bianca, gialla, rosa, viola, grigia, blu, bruna, bruna-rossastra o verde e varia dal trasparente al translucida con lucentezza che cambia da vitrea a resinosa. L'aragonite si trova in ambiente sedimentario, è minerale costituente principale, o in combinazione con altri, delle parti dure di moltissimi organismi marini come, per esempio conchiglie di molluschi e loro perle, scheletro di cnidari come le madrepore e altri ancora. Si possono formare anche in depositi fumarolici e in cavità vulcaniche.
I cristalli sono generalmente prismatici, spesso geminati secondo il prisma verticale {110}. Spesso i cristalli sono raggruppati in gruppi di tre o più individui con una pseudo-simmetria esagonale. Tuttavia si trovano anche i cristalli sottilissimi aciculari, fascicolati o raggiati. Si trovano anche i cristalli fibrosi, fibroso-raggiati, stalattitici, pisolitici.
Si trovano anche in cristalli prismatici oppure in aggregati lamellari, colonnari, coralloide o terrose.
Nella sua forma pura, l'aragonite è incolore e trasparente. Tuttavia, a causa della rifrazione multipla della luce dovuta a difetti di costruzione del reticolo o alla formazione policristallina, può anche apparire bianca e assumere un colore grigio, giallo, rosso, verde, viola o blu a causa di miscele estranee, per cui la trasparenza diminuisce di conseguenza.

## Modificazioni e varietà
L'aragonite è una delle tre modificazioni naturali del carbonato di calcio (Ca[CO3]). Le altre modifiche sono la calcite e la vaterite. La più stabile delle tre modificazioni è la calcite, che si trova principalmente in natura come calcare, gesso, marmo e sinterizzazione del calcare (marmo onice).
Esistono diverse varietà di colore e forma di aragonite:
- fiore di ferro: crescita simile al corallo con un colore prevalentemente bianco o bianco-grigiastro; raramente, si trovano anche fiori di ferro dall'azzurro al verde-azzurro pallido
- pisolite: conchiglie per lo più concentriche o sfere radiali con un colore prevalentemente bianco-grigiastro
- nicholsonite: dovuta ad aggiunte di smithsonite (Zn[CO3]) solitamente bianca, giallastra, verdastra o leggermente rosata;[13] in inglese, è chiamata "zinco-aragonite"[14][15] (quando contiene zinco - (Ca,Zn)CO3)
- madreperla: variabile
- sprudelstein: sinterizzato calcareo a forma di onda, solitamente bianco, grigio, giallastro o rossastro
- sr-aragonite: aragonite contenente stronzio
- tarnowitzite (in inglese: plumboan aragonite,[16] aragonite di piombo): solitamente bianca, da grigia a nera o gialla colorata da inclusioni finemente distribuite di cerussite (Pb[CO3])
- zeiringite: aragonite colorata dal blu turchese al verde turchese da auricalcite.

Esistono molti minerali simili all'aragonite come la barite, il gesso, la calcite e il quarzo.

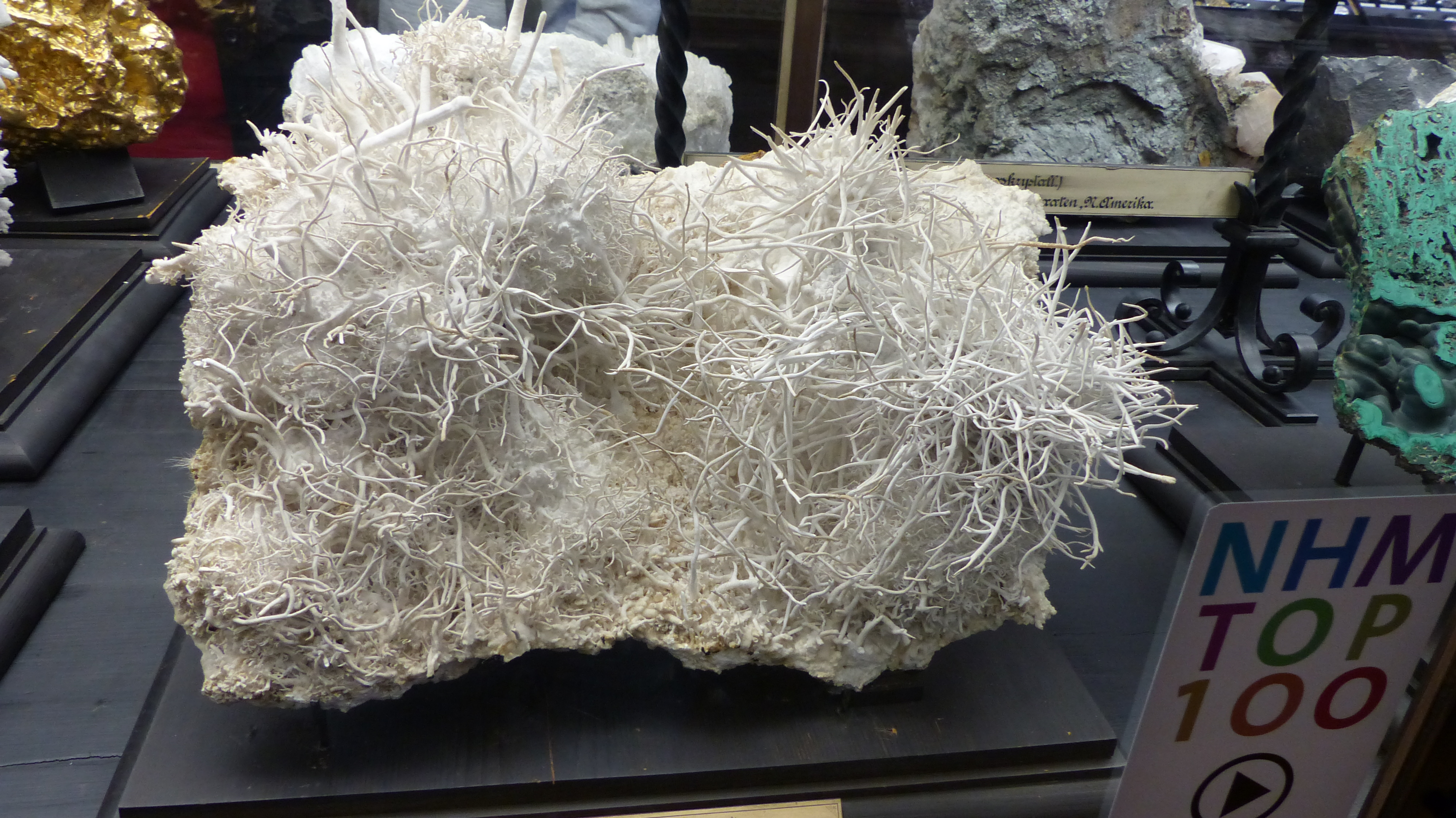
"Fiore di ferro” della Stiria (esposto al Museo di storia naturale di Vienna)
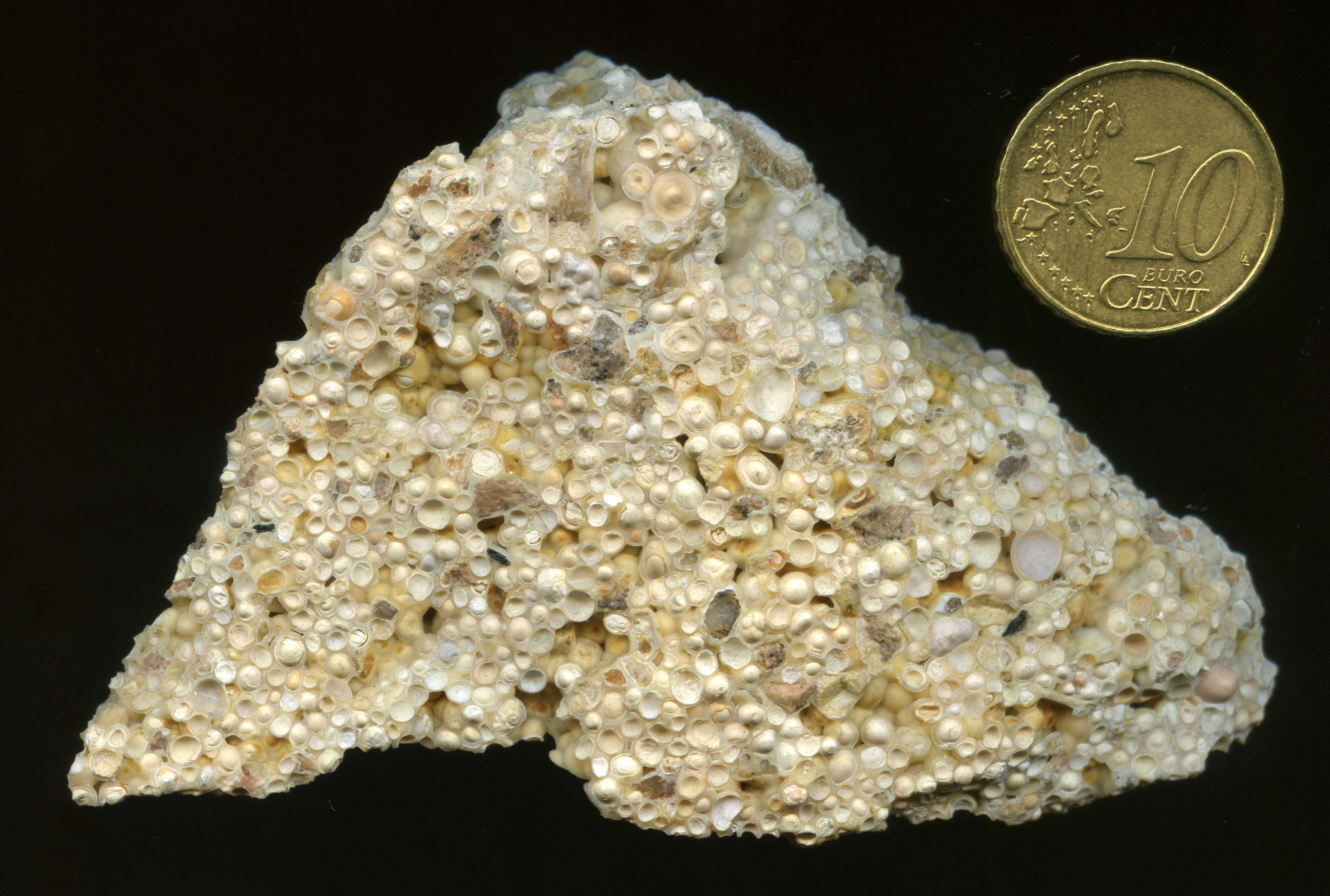
Pisolite
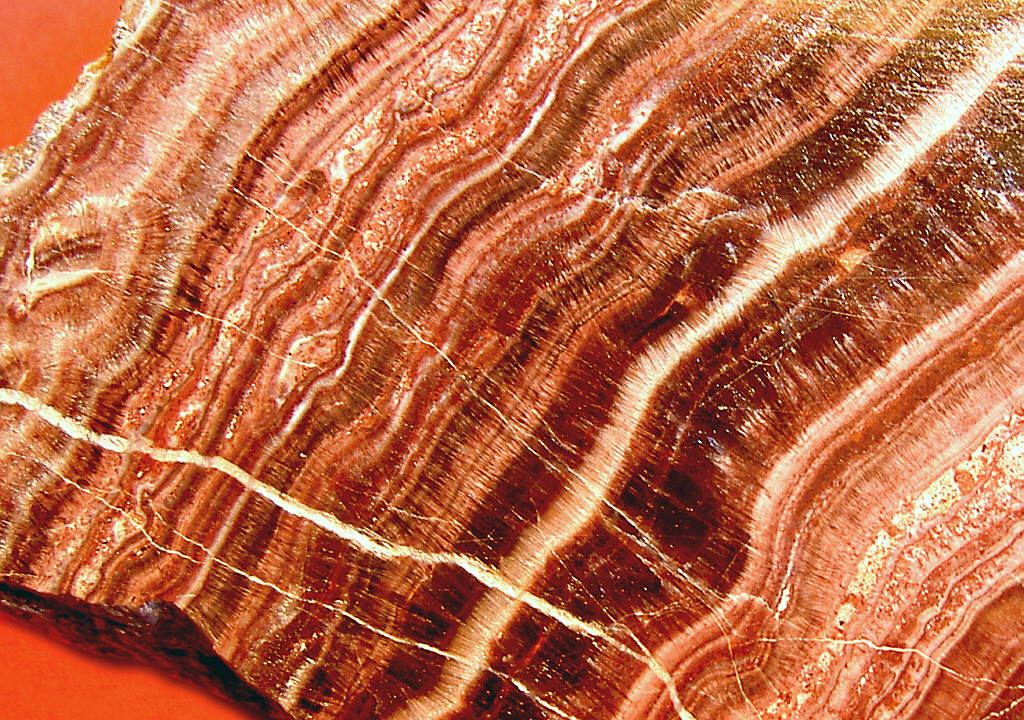
Pietra calcarea sinterizzata
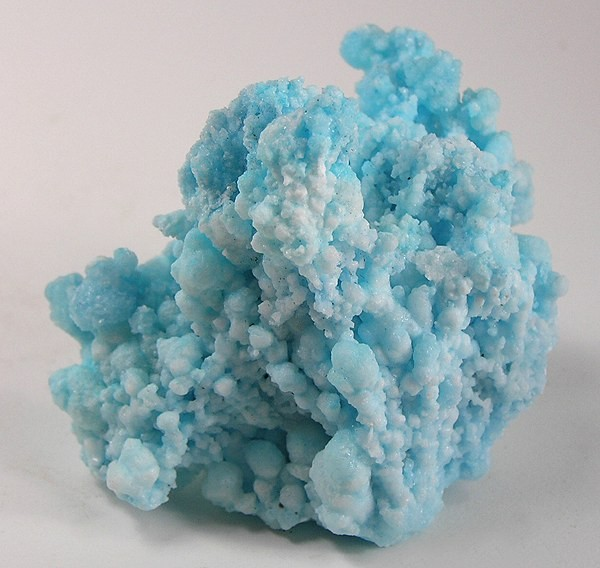
Zeiringite

## Origine e giacitura

### Formazione

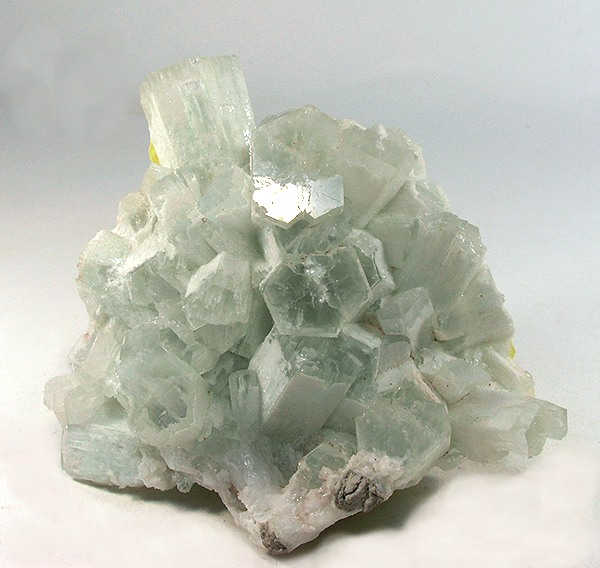
Esemplare di aragonite incolore con tripletti di cristalli proveniente dalla provincia di Agrigento, in Sicilia (dimensioni: 9,6 cm × 9,4 cm × 3,6 cm)

In condizioni normali (20 °C e pressione atmosferica), l'aragonite è in realtà solo metastabile, la fase stabile è la calcite. La presenza di solventi o l'applicazione di una pressione minima, ad esempio in una malta, è sufficiente per convertire l'aragonite in calcite. A temperature più elevate, la trasformazione avviene molto rapidamente. Solo ad alta pressione, in condizioni di metamorfismo ad alta pressione/bassa temperatura, l'aragonite è stabile. È quindi raro trovare una roccia con aragonite, a eccezione del marmo aragonite.
L'aragonite è poco separata in acqua dolce, quindi i singoli depositi sono caratteristici degli ambienti marini. A differenza della maggior parte delle altre sostanze minerali, il calcio si trova meno frequentemente che nell'acqua dolce, poiché numerosi organismi estraggono il minerale dall'acqua per costruire i loro gusci calcarei e scheletri. Di conseguenza, il rapporto tra magnesio e calcio si è spostato sempre più a vicino al magnesio nel corso delle ere geologiche, e poiché il magnesio favorisce la formazione di aragonite rispetto a quella di calcite, l'aragonite è ora la forma preferita nell'ambiente marino. Oltre al magnesio, anche tracce di altri metalli come lo stronzio, il piombo, il bario e il solfato di calcio, nonché temperature superiori a 50 °C, spostano l'ago della bilancia a favore dell'aragonite. Tuttavia, si trasforma nella calcite più stabile per periodi di tempo più lunghi, motivo per cui l'aragonite è rara nelle vecchie rocce carbonatiche.
Il minerale si forma idrotermalmente o come nuova formazione in rocce in decomposizione contenenti calcio (la cosiddetta "fioritura di ferro"). In natura, l'aragonite si trova spesso durante la formazione della sinterizzazione in prossimità di sorgenti calcaree e calde. Si trova anche nelle cavità delle rocce di effusione come "fiore di ferro", nelle sorgenti termali come "pietra a bolle" e "pietra di pisolite". I depositi nelle tubature dell'acqua, nelle tubature dell'acqua e nei bollitori sono spesso formati da aragonite.
L'aragonite è anche la componente principale della madreperla e quindi delle perle, che sono formate dal guscio delle cozze. Anche lo scheletro dei coralli duri è fatto di aragonite.
Essendo una formazione minerale comune, l'aragonite può essere trovata in molti siti, per cui finora si considerano noti circa 2800 siti.

### Giacitura
In Italia l'aragonite, essendo un minerale molto comune, è stata ritrovata in moltissimi siti; in Val d'Aosta tra i molti si hanno Cogne, La Thuile e Verrayes; in Puglia sulle Isole Tremiti e Gravina in Puglia; a Mormanno e Sant'Agata di Esaro in Calabria; moltissimi siti in Emilia Romagna (tra i quali Collagna, Bobbio e Neviano degli Arduini); in Lombardia (Cene, Breno, Introbio, Fortunago); in Sardegna a Noragugume, Arbus, Domusnovas e Gonnosfanadiga, tra le molte; in Trentino-Alto Adige a Burgraviato, in Valle Isarco e Val Pusteria, ma si annoverano ritrovamenti in molti altri luoghi e altre regioni.
L'aragonite si trova nel comune di Corocoro in Bolivia, nell'Erzberg in Austria, a Špania Dolina, nel Podrečany e nell'Ochtiná (Grotta dell'Aragonite di Ochtina) in Slovacchia, nel Tarnobrzeg in Polonia e a Molina de Aragón in Spagna.
Nella Repubblica Ceca, l'aragonite si presenta da un lato come pietra termale di Karlovy Vary come pietra termale agli sbocchi delle sorgenti di Karlovy Vary, ma anche sotto forma di cristalli più grandi sul Číčov nei monti della Boemia centrale. I depositi di pietra termale di Karlovy Vary sono stati descritti anche da Johann Wolfgang von Goethe.
Forse le più grandi fioriture di ferro, alcune con diametri superiori a 1,20 m – la più grande di queste formazioni, nota come "Idra", ha un diametro di 1,50 m finora – sono state trovate nella grotta Windloch a Mühlenberg a Oberberg, scoperta nel marzo 2019.

## Utilizzi
L'aragonite è usata come pietra preziosa, ma è sensibile a causa della sua fragilità e della buona sfaldatura.
Alle Bahamas e alle Isole Bermuda, in particolare, nell'area di marea si formano da diverse migliaia di anni sabbie di aragonite, adatte all'uso industriale. I giacimenti vengono estratti con un escavatore e utilizzati per produrre cemento.

## Controversie
Come già descritto, l'aragonite e la calcite possono formarsi come depositi in impianti o tubi di acqua calda. Utilizzando i campi magnetici, i cristalli di aragonite non dovrebbero formarsi sulla parete o depositarsi. Secondo lo stato attuale delle conoscenze, il meccanismo d'azione di tali dispositivi per la decalcificazione può essere considerato discutibile, poiché né gli anioni carbonato né gli ioni calcio sono paramagnetici o ferromagnetici. Da un punto di vista fisico-chimico, i principi d'azione postulati non sono possibili.